# Хворостов (Ковельский район)
Хво́ростов (укр. Хво́ростів) — село в Вишневской сельской общине Ковельского района Волынской области Украины.
До 2020 года входило в Любомльский район.
Код КОАТУУ — 0723386501. Население по переписи 2001 года составляет 594 человека. Почтовый индекс — 44312. Телефонный код — 3377. Занимает площадь 1,68 км².